# Шевченко (Павловський район, Краснодарський край)
Шевченко (рос. Шевченко) — хутір у Павлівському районі Краснодарського краю Російської Федерації.
Входить до складу Павлівського сільського поселення.

## Географія

### Вулиці
- вул. Довга.

## Населення
За даними Всеросійської перепису, в 2010 році на хуторі проживало 457 осіб, а в 2002 році — на 6,8 % менше — 428 жителів.